# Andi Hoti
Andi Hoti (Uster, 2 marzo 2003) è un calciatore kosovaro, difensore della Dinamo Dresda in prestito dal Magdeburgo e della nazionale kosovara.

## Carriera

### Club
Hoti è cresciuto nel settore giovanile dello Zurigo e nel gennaio del 2020 è stato acquistato dall'Inter che lo ha assegnato alla formazione Primavera. Il 19 luglio 2021 ha firmato il suo primo contratto professionistico con i nerazzurri ed un anno più tardi è passato in prestito al Friburgo, che lo ha assegnato alla seconda squadra.
Il 30 giugno 2023 è stato ceduto a titolo definitivo al Magdeburgo, club della seconda divisione tedesca.
Nel gennaio del 2025 viene ceduto in prestito fino al termine della stagione 2024-2025 alla Dinamo Dresda, club della terza divisione tedesca.

### Nazionale
Ha giocato nella nazionale albanese Under-17 e nelle nazionali kosovare Under-17 ed Under-21.
Il 18 novembre 2024 ha debuttato con la nazionale maggiore kosovara nell'incontro di UEFA Nations League contro la Lituania.

## Statistiche

### Presenze e reti nei club
Statistiche aggiornate al 18 novembre 2024.
| Stagione        | Squadra         | Campionato      | Campionato | Campionato | Coppe nazionali | Coppe nazionali | Coppe nazionali | Coppe continentali | Coppe continentali | Coppe continentali | Altre coppe | Altre coppe | Altre coppe | Totale | Totale | Totale |
| Stagione        | Squadra         | Comp            | Pres       | Reti       | Comp            | Pres            | Reti            | Comp               | Pres               | Reti               | Comp        | Pres        | Reti        | Pres   | Reti   |        |
| --------------- | --------------- | --------------- | ---------- | ---------- | --------------- | --------------- | --------------- | ------------------ | ------------------ | ------------------ | ----------- | ----------- | ----------- | ------ | ------ | ------ |
| 2022-2023       | Friburgo II     | 3L              | 23         | 1          | -               | -               | -               | -                  | -                  | -                  | -           | -           | -           | 23     | 1      |        |
| 2023-2024       | Magdeburgo      | 2L              | 19         | 0          | CG              | 3               | 0               | -                  | -                  | -                  | -           | -           | -           | 22     | 0      |        |
| 2024-2025       | Magdeburgo      | 2L              | 5          | 0          | CG              | 0               | 0               | -                  | -                  | -                  | -           | -           | -           | 5      | 0      |        |
| Totale carriera | Totale carriera | Totale carriera | 47         | 1          |                 | 3               | 0               |                    | -                  | -                  |             | -           | -           | 50     | 1      |        |

### Cronologia presenze e reti in nazionale
| Cronologia completa delle presenze e delle reti in nazionale ― Kosovo | Cronologia completa delle presenze e delle reti in nazionale ― Kosovo | Cronologia completa delle presenze e delle reti in nazionale ― Kosovo | Cronologia completa delle presenze e delle reti in nazionale ― Kosovo | Cronologia completa delle presenze e delle reti in nazionale ― Kosovo | Cronologia completa delle presenze e delle reti in nazionale ― Kosovo | Cronologia completa delle presenze e delle reti in nazionale ― Kosovo | Cronologia completa delle presenze e delle reti in nazionale ― Kosovo |
| Data                                                                  | Città                                                                 | In casa                                                               | Risultato                                                             | Ospiti                                                                | Competizione                                                          | Reti                                                                  | Note                                                                  |
| --------------------------------------------------------------------- | --------------------------------------------------------------------- | --------------------------------------------------------------------- | --------------------------------------------------------------------- | --------------------------------------------------------------------- | --------------------------------------------------------------------- | --------------------------------------------------------------------- | --------------------------------------------------------------------- |
| 18-11-2024                                                            | Pristina                                                              | Kosovo                                                                | 1 – 0                                                                 | Lituania                                                              | UEFA Nations League 2024-2025 - 1º turno                              | -                                                                     | 79’                                                                   |
| Totale                                                                |                                                                       | Presenze                                                              | 1                                                                     |                                                                       | Reti                                                                  | 0                                                                     |                                                                       |